# Bren (Drôme)
Bren é uma comuna francesa na região administrativa de Auvérnia-Ródano-Alpes, no departamento de Drôme. Estende-se por uma área de 11.03 km². Em 2010 a comuna tinha 575 habitantes (densidade: 52,1 hab./km²).